# John French
Pour les articles homonymes, voir French.
John Denton Pinkstone French (Ripple, 28 septembre 1852 – Deal, 22 mai 1925), 1er comte d'Ypres, maréchal de l'armée britannique, fut le premier commandant du Corps expéditionnaire britannique lors de la Première Guerre mondiale.
Il était le fils du Commander John French, officier de la Marine Royale britannique. Il s'engagea dans la Royal Navy en 1866 mais fut transféré dans l'armée britannique en 1874. Avec le grade de lieutenant-colonel, il servit comme commandant de cavalerie dans la deuxième Guerre des Boers de 1899 à 1902. Il fut promu général en 1907 et il devint le chef d'État-major de l'armée britannique en 1911, le chef de l'État-major de l'Empire britannique en 1912 et Maréchal de Camps en 1913.
Il commanda le Corps expéditionnaire britannique, en anglais British Expeditionnary Force (BEF), engagé sur le front belge et du Nord de la France lors de la Première Guerre mondiale. Il supervisa les combats de Neuve-Chapelle et de Ypres qui conduisirent à la destruction quasi complète de la BEF. En 1915, il refusa de coopérer avec les Français et, après les attaques manquées d'Aubers Ridge et Loos, les opérations offensives britanniques s'arrêtèrent. En décembre 1915, il fut remplacé par Douglas Haig. Il retourna en Angleterre pour être nommé Commandant des Forces britanniques de l'Intérieur, poste qu'il conserva jusqu'à la fin de la guerre.
Il fut fait vicomte d'Ypres en 1916. Après avoir dirigé la répression de la révolte irlandaise en 1916, il fut nommé Lord lieutenant d'Irlande de 1918 jusqu'à son départ à la retraite en 1921 et il reçut en récompense de l'ensemble de ses services le titre de comte d'Ypres en 1922.

## Premières années
Né à Ripple dans le Kent, en Angleterre (où il est également enterré), fils du Commandeur John French, un officier de la Royal Navy, John French entra dans la Navy en 1866. Après avoir suivi les cours de l'Académie navale Eastman à Portsmouth il quitta la Navy pour rejoindre la British Army en 1874.

## Carrière militaire
French prit part à l'expédition du Soudan et y reçut une rapide promotion. Il commandait le 19e hussards en 1889-1893 fut nommé adjoint au général de brigade en 1893-1897. En 1897 il obtint le commandement de la 2e brigade de cavalerie qu'il échangea deux ans plus tard pour la 1re brigade de cavalerie avec laquelle il prit part à la seconde guerre des Boers (1899-1902).
Après la guerre, il fut commandant en chef à Aldershot de 1901 à 1907, après quoi il fut promu au rang de général d'armée et nommé inspecteur général de l'Armée (1907-1912). En 1911, il fut nommé aide de camp général de Sa Majesté le Roi. De mars 1912 à avril 1914, il servit comme Chief of the Imperial General Staff mais démissionna à la suite de la mutinerie de Curragh et fut à nouveau nommé inspecteur-général de l'Armée, poste dans lequel il était en fonction quand la Première Guerre mondiale éclata.

## Première Guerre mondiale
French était le candidat tout désigné pour le poste de Commandant en Chef de la Force expéditionnaire britannique (BEF, British Expeditionary Force) en août 1914.
Homme de caractère, il argumenta en accord avec le ministère contre l'avis du général Kitchener et du général Sir Douglas Haig, soutenant que la BEF devrait être déployée en Belgique, plutôt qu'à Amiens, où aussi bien Haig que Kitchener croyaient qu'elle serait bien placée pour fournir une vigoureuse contre-attaque une fois que la route de l'avancée allemande serait connue. Kitchener considérait que placer la BEF à Mons reviendrait à abandonner sa position et la plus grande partie de ses équipements presque immédiatement, car l'armée belge serait incapable de tenir contre les Allemands ; compte tenu de la solide confiance que l'on accordait à cette époque aux forteresses, il n'est pas surprenant que French et le ministère britannique ne fussent pas d'accord avec Kitchener sur ce point.
Après les premières batailles à Mons et au Cateau, où comme Kitchener l'avait prévu, il dut battre en retraite de sa position pour éviter d'être débordé sur le flanc quand les positions belges tombèrent, French devint de plus en plus irrésolu et concerné avant tout par le souci de préserver ses troupes, il proposa même de les retirer vers les ports de la Manche, plutôt que de tenter d'aider les Français. Il amorça un début de retrait qui menaça de rompre la ligne entre les armées françaises et belge et il fallut une rencontre non souhaitée avec Kitchener le 2 septembre 1914, pour réorganiser ses pensées et diriger une contre-offensive à l'occasion de la première bataille de la Marne. French fut particulièrement énervé par le fait que Kitchener arriva en portant son uniforme de Field Marshal, impliquant ainsi qu'il était le supérieur de French et non pas simplement un membre du ministère, un fait qu'il mentionna dans une lettre à Sir Winston Churchill. Personne ne sait exactement ce qui fut dit pendant cette rencontre, car aucun des deux hommes n'en garda des notes, mais French devint de plus en plus opposé à Kitchener dans les mois qui suivirent.
Durant la première bataille de Mons, French émit une série d'ordres hâtifs enjoignant d'abandonner les positions et le matériel, ordres qui furent ignorés par son subordonné responsable du IIe corps de la BEF, le général Sir Horace Smith-Dorrien. Smith-Dorrien au contraire, monta une vigoureuse action défensive, relâchant la pression et permettant aux troupes de se réorganiser, de rassembler leurs équipements et fournitures et de mener un confortable combat de retraite. Smith-Dorrien ignora d'autres ordres émanant de French, qu'il considérait comme étant irréalistes. Smith-Dorrien fut relevé de son commandement après avoir plaidé pour un retrait tactique loin des lignes allemandes à Ypres, juste après l'emploi pour la première fois de gaz asphyxiants par les troupes allemandes. Plusieurs jours plus tard, French se rendit à l'avis du général Plumer de réaliser un retrait presque identique à celui que Smith-Dorrien avait recommandé.
French tient le commandement jusqu'au début de la guerre de tranchées et supervisa les combats de Neuve-Chapelle et d'Ypres, qui achevèrent de détruire les derniers restes de la BEF originale. En 1915, il refusa de coopérer avec les Français et après les échecs à Aubers Ridge et Loos, les opérations britanniques furent presque complètement arrêtées. En décembre 1915, il fut remplacé par Sir Douglas Haig.
French retourna en Angleterre pour y être nommé commandant en chef des Forces de l'Intérieur et supervisa la répression du soulèvement en Irlande de 1916. En janvier 1916, il fut nommé 1er vicomte French d'Ypres et du Haut Lac du comté de Roscommon.

## Fin de vie

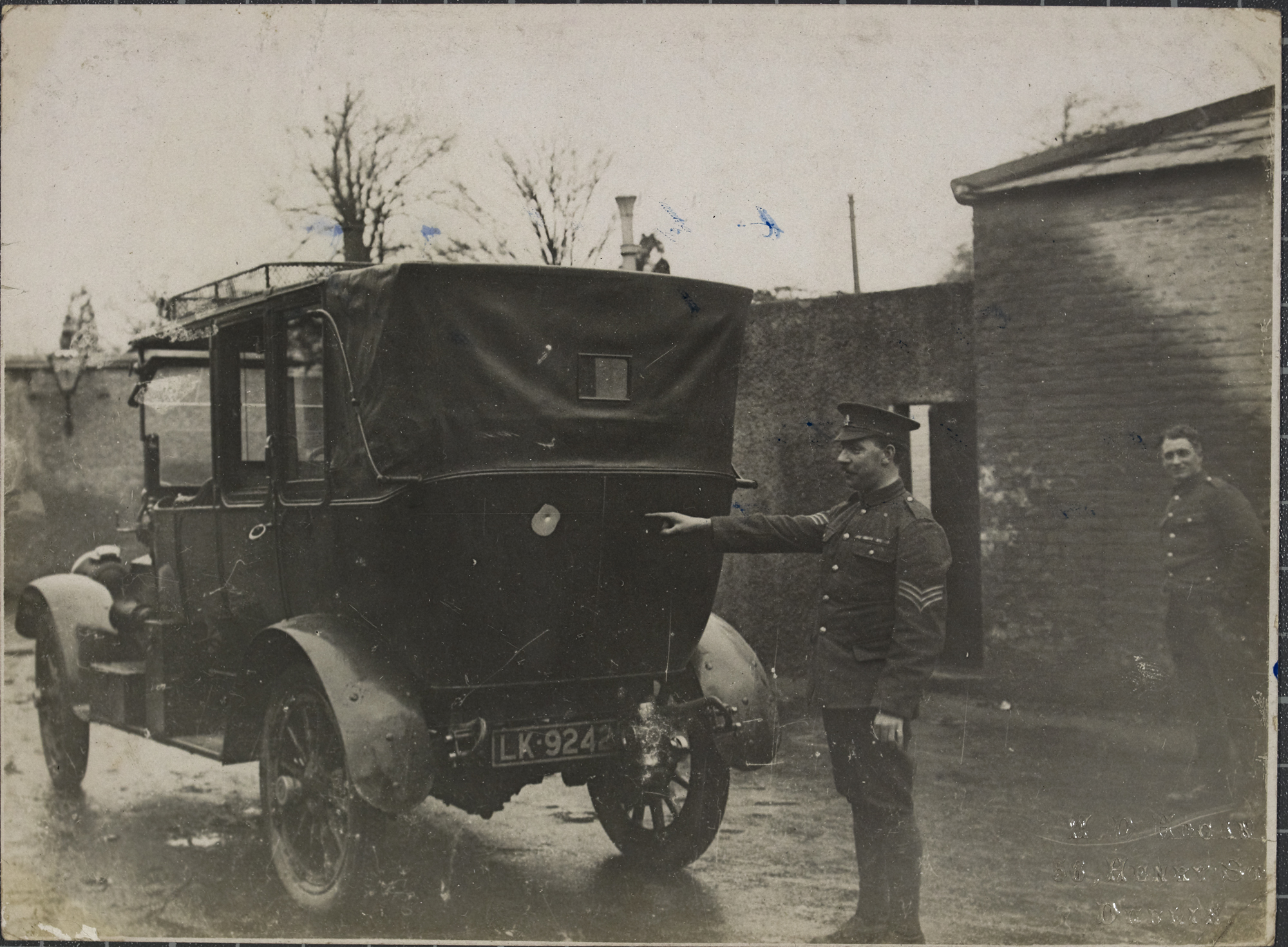
La voiture dans laquelle Lord French a été pris en embuscade par l'IRA : un sergent soulignant le trou de balle.

En mai 1918, il fut nommé lord-lieutenant d'Irlande et gouverneur général de l'Irlande. En 1919, il fut l'objet d'une tentative ratée d'assassinat par l'Irish Republican Army naissante. Il conserva son poste jusqu'à sa retraite en 1921.
En mai 1922, il fut élevé au rang de 1er comte d'Ypres.

## Grades successifs
- 1868- Élève officier de la Royal Navy.
- 1874- Lieutenant (Cavalerie)
- 1880- Capitaine
- 1895- Colonel
- 1897- Brigadier (Général de Brigade dans l'armée française)
- 1899- Major-Général (Général de Division)
- 1902- Lieutenant-Général (Général de Corps d'Armée)
- 1907- Général (Général d'Armée)
- 1913- Field Marshall (Maréchal)

## Hommages
- Une rue de Dunkerque porte son nom depuis le 16 novembre 1918[3].
- Une rue de Hersin-Coupigny porte son nom.